# Louis Grillon
Louis Grillon (3 de agosto de 1999) es un deportista francés que compite en ciclismo en la modalidad de trials. Ganó cinco medallas en el Campeonato Mundial de Trials, entre los años 2017 y 2023, en la prueba por equipos.

## Palmarés internacional
| Campeonato Mundial | Campeonato Mundial     | Campeonato Mundial | Campeonato Mundial |
| Año                | Lugar                  | Medalla            | Competición        |
| ------------------ | ---------------------- | ------------------ | ------------------ |
| 2017               | Chengdu ( China)       | Medalla de oro     | Equipo mixto       |
| 2019               | Chengdu ( China)       | Medalla de bronce  | Equipo mixto       |
| 2021               | Vic ( España)          | Medalla de plata   | Equipo mixto       |
| 2022               | Abu Dabi ( EAU)        | Medalla de plata   | Equipo mixto       |
| 2023               | Glasgow ( Reino Unido) | Medalla de plata   | Equipo mixto       |